# Reclaim the Night

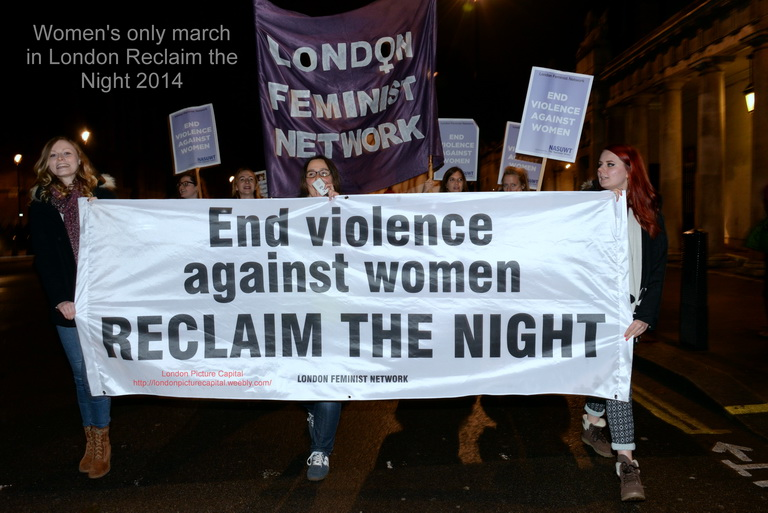
Las mujeres marchan en el centro de Londres en noviembre de 2014.

Reclaim the Night es un movimiento que comenzó en Leeds en 1977 como parte del Movimiento de Liberación de la Mujer. Hasta la década de 1990, en toda Gran Bretaña se realizaban marchas exigiendo que se permitiera a las mujeres moverse en espacios públicos durante la noche. Posteriormente, la organización se restableció y patrocina marchas anuales a nivel nacional contra la violación y la violencia contra las mujeres.

## Historia
Reclaim the Night es parte del movimiento de liberación de la mujer en el Reino Unido. La inspiración vino de una marcha celebrada en Bruselas en 1976, que, según el historiador Finn MacKay, fue "el primer incidente registrado de una marcha urbana nocturna organizada de mujeres contra la violencia de los hombres contra las mujeres". El 30 de abril de 1977 se llevaron a cabo marchas simultáneas en varias ciudades de Alemania para protestar contra las violaciones y la violencia contra las mujeres. En julio de 1977, la idea de marchas en el Reino Unido se discutió en una conferencia sobre feminismo radical en Edimburgo. Feministas de Leeds estuvieron presentes en la conferencia y el Grupo Feminista Revolucionario de Leeds organizó las primeras marchas de Reclaim the Night. Uno de los cofundadores de la marcha de 1977 fue Al Garthwaite, quien más tarde se convirtió en concejal de Leeds.

### Marchas en Leeds en 1977
Las primeras protestas de Reclaim the Night tuvieron lugar en Leeds el 12 de noviembre de 1977. Las marchas fueron en parte una respuesta a los asesinatos del "Destripador de Yorkshire" y a la respuesta de la policía ordenando a las mujeres que permanecieran alejadas de los lugares públicos después del anochecer. Esa misma noche se llevaron a cabo decenas de marchas en otras ciudades, alentadas por los esfuerzos de las mujeres de Leeds. Estas ciudades incluyen: York, Bristol, Brighton, Newcastle, Bradford, Manchester, Lancaster y Londres. En Leeds, las marchas comenzaron en dos lugares: uno en Chapeltown y el otro en Woodhouse Moor.  La marcha en Chapeltown incluyó a unas 30 mujeres; la marcha de Woodhouse en 1985. Las marchas convergieron en la Plaza de la Ciudad. Las mujeres llevaban carteles que decían "No hay toque de queda para las mujeres; hay toque de queda para los hombres".

## Línea de tiempo

### 1978-1979
En octubre de 1978, una marcha en el Soho provocó que mujeres resultaran heridas y 13 mujeres fueran arrestadas tras “enfrentamientos” con la policía. A la siguiente marcha en el Soho en enero de 1979 asistieron 2.000 mujeres. Algunos asistentes se mostraron descontentos con las tácticas extremas de los participantes, a quienes en ocasiones se les vio "silbando e insultando a transeúntes varones inocentes" y cantando "toque de queda para los hombres", "muerte a los violadores" y "castrar a los hombres". Otros enfatizaron la importancia de que las mujeres puedan unirse para denunciar la violencia y la violación, y recuperar los espacios públicos para ellas mismas.

### Década de 1980
En 1987, se llevaron a cabo protestas "Take Back the Night" en Belfast. Marchó hasta el ayuntamiento e incluyó a mujeres de varias organizaciones, incluido el Centro de Violación de Belfast y el Stranmillis College.

### Década de 1990
Las marchas finalmente cesaron en algún momento de la década de 1990. Al Garthwaite atribuyen el descenso de la actividad a dos problemas: "Los activistas indígenas poco a poco empezaron a encontrar trabajo y simplemente tenían menos tiempo y también hubo una atmósfera general de represión cuando los activistas thatcheristas empezaron a provocar el caos".

### Década de 2000
Las mujeres decidieron reiniciar la organización en 2004. Ese año, sólo 30 mujeres vinieron a Londres, pero en 2005 hubo alrededor de 1.000 mujeres protestando. En 2006, se llevaron a cabo protestas Reclaim the Night en Ipswich en respuesta al asesinato de cinco prostitutas, y participaron entre 200 y 300 personas. La primera marcha de Reclaim the Night en Birmingham tuvo lugar en octubre de 2009.

### Década de 2010
En noviembre de 2010 se llevaron a cabo marchas en Londres y Leeds. En Londres, más de 2.500 mujeres marcharon por la ciudad y la semana siguiente más de 200 mujeres protestaron en Leeds.
La primera marcha Reclaim the Night en Northampton tuvo lugar en 2013 y permitió la asistencia de hombres y mujeres. La marcha también tenía como objetivo crear conciencia sobre el Centro de Violación e Incesto de Northamptonshire (NRICC).
El 25 de noviembre de 2017, cientos de mujeres, inspiradas por el movimiento #MeToo, marcharon por todo el Reino Unido en Londres, Bristol y Newcastle.

### Década de 2020
En 2021, Reclaim the Night Leeds intentó organizar una vigilia en respuesta a la muerte de Sarah Everard, pero la policía la detuvo; la protesta se volvió virtual y se llevó a cabo en línea. Más de 28.000 personas asistieron al evento en línea, que se transmitió a través de Facebook, X e Instagram.

## Movimiento internacional

### Australia
En 1978, las marchas de Reclaim the Night se llevaron a cabo en Australia por primera vez, primero en Perth y Sydney, seguidas por Melbourne en 1979.

### India
En India se llevaron a cabo acontecimientos destinados a "recuperar la noche" en respuesta a la violación y asesinato en grupo de Delhi en 2012. En 2017, cientos de mujeres de veinte ciudades indias marcharon en protesta por el abuso sexual masivo de mujeres en Bengularu en la víspera de Año Nuevo.

### Eslovenia
El 24 de noviembre de 2017 se llevó a cabo una protesta de Reclaim the Night en Ljubljiana.

### EE.UU
En 1978, las marchas Reclaim the Night se llevaron a cabo por primera vez en Estados Unidos. 5.000 mujeres de 50 estados marcharon por el barrio rojo de San Francisco.

## Impacto cultural
La marcha ha inspirado una obra de teatro llamada The Darkest Corners, que formó parte del festival Transform 17. El espectáculo tuvo lugar en un aparcamiento al aire libre en el borde de la zona de luz roja gestionada de Leeds.

## Crítica
Según Finn Mackay, Reclaim the Night recibió acusaciones de racismo poco después de los primeros acontecimientos de 1977. Se afirmó que las marchas originales "eligieron rutas a propósito e irreflexivamente a través de áreas urbanas con una alta proporción de comunidades negras y de minorías étnicas (BME); exigieron una mayor vigilancia; y establecieron vínculos entre los hombres negros y el delito de violación". Sin embargo, un examen de las primeras protestas de Reclaim the Night no ha encontrado evidencia que respalde estas afirmaciones.